# Кларк, Морин
Мо́рин Кларк (англ. Maureen Clark, урождённая Мо́рин Брант, англ. Maureen Brunt; род. 20 декабря 1982, Портидж, Висконсин) — американская кёрлингистка.
В составе женской сборной США участвовала в зимних Олимпийских играх 2006 (заняли восьмое место), двух чемпионатах мира (серебряные призёры в 2005). Чемпионка США среди женщин (2005). В составе юниорской женской сборной США участница и призёр юниорских чемпионатов мира. Двукратная чемпионка США среди юниоров.
Играла в основном на позиции первого.

## Достижения
- Чемпионат мира по кёрлингу среди женщин: серебро (2005).
- Чемпионат США по кёрлингу среди женщин: золото (2005), серебро (2007).
- Американский олимпийский отбор по кёрлингу: золото (2005).
- Чемпионат мира по кёрлингу среди юниоров: золото (2002), серебро (2003).
- Чемпионат США по кёрлингу среди юниоров: золото (2002, 2003).

- Кёрлинг-команда года в США (англ. USA Curling Team of the Year): 2002, 2005[4].

## Команды
| Сезон   | Четвёртый         | Третий             | Второй            | Первый          | Запасной                                     | Турниры                   |
| ------- | ----------------- | ------------------ | ----------------- | --------------- | -------------------------------------------- | ------------------------- |
| 1998—99 | Морин Брант       | Morgan Dunn        | Amanda Moe        | Amanda Weyh     | Angela Moe тренер: Dan Brunt                 | ЧСШАЮ 1999 (8 место)      |
| 2001—02 | Кассандра Джонсон | Джейми Джонсон     | Katherine Beck    | Морин Брант     | Кортни Джордж (ЧМЮ) тренер: Jim Dexter       | ЧСШАЮ 2002 · ЧМЮ 2002     |
| 2002—03 | Кассандра Джонсон | Katherine Beck     | Rebecca Dobie     | Морин Брант     | Кортни Джордж (ЧМЮ) тренер: Neil Doese       | ЧСШАЮ 2003 · ЧМЮ 2003     |
| 2002—03 | Кассандра Джонсон | Джейми Джонсон     | Katie Beck        | Морин Брант     |                                              | ЧСШАЖ 2003 (4 место)      |
| 2003—04 | Кассандра Джонсон | Джейми Джонсон     | Katie Beck        | Морин Брант     | тренер: Neil Doese                           | ЧСШАЖ 2004 (4 место)      |
| 2004—05 | Кассандра Джонсон | Джейми Джонсон     | Джессика Шульц    | Морин Брант     | Кортни Джордж (ЧМ) тренер: Neil Doese        | ЧСШАЖ/АООК 2005 · ЧМ 2005 |
| 2005—06 | Кассандра Джонсон | Джейми Джонсон     | Джессика Шульц    | Морин Брант     | Кортни Джордж (ЗОИ) тренер: Neil Doese       | ЗОИ 2006 (8 место)        |
| 2005—06 | Джессика Шульц    | Джейми Джонсон     | Кортни Джордж     | Морин Брант     | тренер: Neil Doese                           | ЧСШАЖ 2006 (4 место)      |
| 2006—07 | Кассандра Джонсон | Джейми Джонсон     | Джессика Шульц    | Морин Брант     |                                              | ЧСШАЖ 2007                |
| 2006—07 | Дебби Маккормик   | Эллисон Поттинджер | Николь Джоренстед | Натали Николсон | Морин Брант тренеры: Уолли Генри, Эд Лукович | ЧМ 2007 (4 место)         |
| 2007—08 | Кассандра Джонсон | Джейми Джонсон     | Джессика Шульц    | Морин Брант     | Jackie Lemke тренер: Jim Dexter              | ЧСШАЖ 2008 (4 место)      |
| 2008—09 | Эйлин Сормунен    | Molly Bonner       | Джессика Шульц    | Морин Брант     | Софи Брорсон                                 | ЧСШАЖ/АООК 2009 (5 место) |
| 2015—16 | Джессика Шульц    | Касси Поттер       | Софи Бадер        | Морин Кларк     |                                              |                           |

(скипы выделены полужирным шрифтом)

## Частная жизнь
Из семьи кёрлингистов: её брат — Райан Брант, кёрлингист, двукратный чемпион США среди мужчин (2011, 2014); её двоюродный брат Джон Брант — тоже кёрлингист, чемпион США среди мужчин (2000) и среди смешанных команд (2000).
Замужем, двое детей.
Окончила Висконсинский университет в Мадисоне.
Начала заниматься кёрлингом в 1988, в возрасте 8 лет.